# 萨尔图-杜伊塔拉雷
萨尔图-杜伊塔拉雷是巴西巴拉那州的一个市镇。总面积200.517平方公里，总人口5177人，人口密度25.8人/平方公里。